# يوي أوغورا
يوي أوغورا (小倉唯 أوغورا يوي) هي مطربة وممثلة يابانية ولدت في 15 أغسطس 1995 في ميدوري، غونما.

## أدوارها في الأنمي

### مسلسلات أنمي تلفزيونية
- تسوريدوري تشيلدرن - أياكا كاميني
- وورلد بريك السيف المقدس - مايا شيمون
- يوريكوما أراشي - سوميكا إيزومينو
- عشيقة (مؤقتة) - موموكو أساهينا
- كروس أنج: رقصة الملاك والتنين - كريس
- بلاك بوليت - ميدوري فوسي
- طموحات أودا نوبونا - تاكيناكا هانبيه
- دفتر مذكرات السماء - أليس
- ميد ساما! - روري يوكيمورا
- أختي لا يمكن لها أن تكون بهذه الظرافة - شقيقة كورونيكو
- أختي لا يمكن لها أن تكون بهذه الظرافة. - تاماكي غوكو
- تسوريتاما - ساكورا
- هيوكا - كايو زينّا
- الأمير المنحرف والقطة العابسة - تسوكيكو تسوتسوكاكوشي
- الدمية الآلية غير قابلة للكسر - كوموراساكي
- مؤخرا, أختي بدأت تتصرف بغرابة. - هيوري كوتوبوكي
- حبيبتي الأولى غيارو - نيني فوجينوكي
- روكيوبو! - هيناتا هاكامادا
- روكيوبو! SS - هيناتا هاكامادا
- أعمال الريوؤو! - شارلوت إيزوارد
- بوبتيبيبيك - سوسوغو هوشيفوري
- يوكيو هولدر! - كارين يوكي

### أنمي الإنترنت
- مونستر سترايك - باندورا

### أوفا أنمي
- دوت هاك كوانتوم - هيرميت

## وصلات خارجية
- يوي أوغورا على موقع IMDb (الإنجليزية)
- يوي أوغورا على موقع ميوزك برينز (الإنجليزية)
- يوي أوغورا على موقع أول ميوزيك (الإنجليزية)
- يوي أوغورا على موقع ديسكوغز (الإنجليزية)
- يوي أوغورا على موقع قاعدة بيانات الفيلم (الإنجليزية)
- يوي أوغورا على موقع ليتربوكسد (الإنجليزية)
- يوي أوغورا على موقع كينوبويسك (الروسية)
- يوي أوغورا على موقع ANN person (الإنجليزية)